# Ośnica
Ośnica [pronunciación en polaco: /ɔɕˈnit͡sa/] es un pueblo ubicado en el distrito administrativo de Gmina Karniewo, dentro del Condado de Maków, Voivodato de Mazovia, en el este de Polonia central. Se encuentra aproximadamente a 4 kilómetros al noreste de Karniewo, a 5 kilómetros al oeste de Maków Mazowiecki, y a 71 kilómetros al norte de Varsovia.